# Rangs et titres historiques roumains

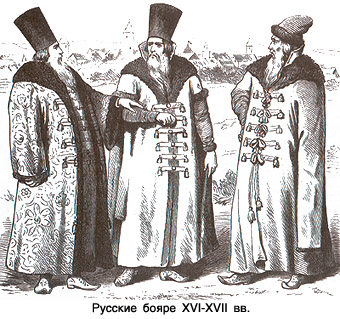
Boiers russes.

Cet article est un glossaire des rangs et titres historiques de la noblesse roumaine, utilisés dans les principautés de Moldavie, Valachie et parmi les boyards roumains transylvains (mais pas parmi la noblesse hongroise gouvernant la Transylvanie) et plus tard en Roumanie. La plupart de ces titres sont d'origine slave, mais il en existe aussi d'origine grecque, latine et ottomane. Certains sont endémiques, comme armaș, paharnic, jitnicer et vistiernic. Le mot boyards vient du proto-bulgare ou du couman boïla ; les offices qu'ils remplissaient correspondent à divers services honorifiques à la Cour, et pouvaient être associés à certaines fonctions gouvernementales.
Certains titres peuvent être précédés des adjectifs mare (« grand ») d'origine roumaine, vel, d'origine slave, ou baș d'origine turque, tous synonymes du Megas byzantin. On retrouve ainsi les titres de Mare Vornic, Mare Stolnic, Vel Paharnic, Vel Pitar, Vel Logofăt, Baș Boier…,.

## Moyen Âge (1330/1359 — 1711/1716)
| Nom du rang | Étymologie                                                                                              | Description |
| ----------- | --- | --- |
| Aprod       | Du hongrois apród, page                                                                                 | Officiel chargé de la justice ou des affaires fiscales, ou introduisant un invité à la Cour. |
| Armaș       | Du roumain Armă, arme + suffixe -aș                                                                     | Officiel chargé de la sécurité, des prisons et des exécutions. Le Mare Armaș est responsable d'une soixantaine d'Armași. Il assure également l'application des peines de mort, ainsi que l'organisation de la musique militaire. |
| Ban         | Probablement du sarmate, du perse ou de l'avar                                                          | Le titre attribué aux dirigeants médiévaux des régions de Valachie (Olténie et Severin) depuis le XIIIe siècle. Les bans valaques étaient des gouverneurs militaires. Le territoire administré par un ban était appelé banat. Le Mare Ban ou Vel Ban est le plus haut rang en Valachie. |
| Becer       | Du roumain beci, cellier d'origine coumane.                                                             | Cuisinier de la cour. |
| Boier       | Du slave bolyarin, noble                                                                                | Un aristocrate héréditaire (boyard). |
| Cămăraș     | Du roumain cămară, pièce, garde-manger                                                                  | Personne responsable des pièces et des garde-manger de la Cour. Le cămăraș de suldgerie répartit la viande après la pesée, le cămăraș de jitniță suit les quantités de blé présentes dans le grenier de la Cour. |
| Căminar     | Du roumain camină, taxe, d'origine slave                                                                | Personne chargée de collecter certaines taxes, initialement les taxes sur la cire d'abeille. |
| Chelar      | Du grec kellarios, ou du latin cellarium, réserve, magasin                                              | Personne responsable des celliers et des réserves de nourriture de la Cour. |
| Clucer      | Du slave kliučiari, issu du mot clef                                                                    | Personne responsable de la famille et des serviteurs de la Cour, équivalent au rang russe de klyuchnik. Le Mare Clucer est responsable de l'ensemble des provisions (fruits, légumes, beurre, miel, fromage, sel, etc.), de leur stockage et de leur conservation. |
| Cneaz       | Du slave Knyaz, prince ou roi                                                                           | Chef de tribu, d'une communauté de paysans et de bergers, ou juge dans certains villages. |
| Condicar    | Du roumain condică, registre                                                                            | Personne responsable des archives de la Cour, archiviste. |
| Comis       | Du grec kómis                                                                                           | Grand écuyer. Le Mare Comis a la charge des écuries de la Cour et dirige leur personnel : serviteurs, forgerons et carrossiers. |
| Cupar       | Du roumain cupă, coupe                                                                                  | Boyard chargé de remplir les coupes de vin à la table de la Cour. Il est le Paharnic attitré du Domn. |
| Domn        | Du roumain a domni, conduire, diriger, de Domn, Seigneur, dérivé du latin dominus, maître               | Titre des dirigeants de Valachie et de Moldavie. "Domnul X..." = "Seigneur X..." |
| Domnitor    | Du roumain a domni, conduire, diriger, de Domn, Seigneur, dérivé du latin dominus, maître               | Le titre officiel du dirigeant de la Roumanie de 1862 à 1881. Utilisé avant cette date de manière non officielle. |
| Dregător    | Du roumain a drege, réparer, planifier                                                                  | Terme générique désignant la plupart des fonctionnaires à la Cour, chargés de la chancellerie, de l'administration, de la justice ou de l'organisation militaire. |
| Jitnicer    | Du roumain jitniță, grenier, du slave žitnica, dérivé de žito, seigle                                   | Personne responsable du grenier de la Cour. |
| Jude        | Du latin judex, ayant donné en roumain le terme de județ, une juridiction généralement traduit comté    | Juge et/ou maire d'une région. |
| Grămătic    | Du grec ghrammatikós, maître de langages, homme de lettres                                              | Secrétaire de la Chancellerie. |
| Hatman      | Voir le terme polonais de Hetman                                                                        | Un équivalent moldave du spătar. Le Hatman est le commandant de l'armée, tâche attribuée, comme au temps des empereurs byzantins, au grand chancelier de la Cour. Il dirige l'ensemble des soldats, en service ou payés. Il est également préfet de Suceava. Il arbore un bâton doré lors des cérémonies officielles.                                                                                                   |
| Hospodar    | Du slave gospodar, seigneur qui donne, souverain                                                        | Titre donné aux dirigeants de la Valachie et de la Moldavie dans les écrits slaves et slavons. |
| Ispravnic   | Du slave izpravnik                                                                                      | Un représentant du Domnitor dans un comté. |
| Logofăt     | Du grec logothetēs                                                                                      | Chancelier, il s'occupe des relations intérieures entre l'Hospodar et le Conseil des boyards (Sfat Domnesc). Le Mare Logofăt est le premier chancelier de la Cour. À ce titre il préside tous les conseils, fixe l'ordre du jour et transmet les décisions du Conseil. Il transmet également les doléances des membres du Conseil. Sa responsabilité sur les services fiscaux a été progressivement dévolue au Vistier. |
| Medelnicer  | Du slave medelnica, bassine en cuivre                                                                   | Un titre de boyard ; littéralement la personne qui verse l'eau sur les mains pour les laver avant le repas. |
| Paharnic    | Du slave pohar,pucharz, signifiant bol, gobelet, coupe, ayant donné en roumain le terme de pahar, verre | Personne chargée de l'approvisionnement en vin. Proche du terme polonais Cześnik, mais avec une étymologie différente. |
| Pârcălab    | Du hongrois porkoláb                                                                                    | Chef d'un comté (județ). |
| Pârgar      | De l'allemand Bürger, provenant du hongrois polgár.                                                     | Membre du conseil local d'une ville. |
| Pitar       | De pita, pain                                                                                           | Fournisseur en pain à la cour. |
| Polcovnic   | Voir Polkovnik                                                                                          | Commandant d'un régiment. |
| Portar      | Du roumain Poartă, porte                                                                                | Portier, par exemple Portar de Suceava. |
| Postelnic   | Du slave postel, lit ; voir le titre russe de postelnichy                                               | Un titre de boyard ; littéralement une personne responsable des chambres royales. Correspond vaguement au titre de chambellan. |
| Șătrar      | Du slave du sud šatra                                                                                   | Boyard responsable de la surveillance du camp militaire durant une guerre. |
| Sfetnic     | Du slave suvetnik                                                                                       | Conseiller d'un voïvode ou d'un domnitor. |
| Spătar      | Du grec spatharios                                                                                      | En Valachie, détenteur de l'épée et du bâton royaux, et détenteur du deuxième rang dans l'armée après le voïvode. |
| Staroste    | Du slave Starosta                                                                                       | Maître de guilde (breaslă en Moldavie, isnaf en Valachie). |
| Stolnic     | Du slave Stolnik                                                                                        | Un titre de boyard, personne responsable de la table royale. Proche du sénéchal. |
| Sluger      | Du slave služar                                                                                         | Personne chargée de l'approvisionnement en viande de la cour. |
| Vătaf       | Du slave vatah                                                                                          | Contremaître de plusieurs sortes (Vătaful divanului, Vătaf de agie, Vătaf de plai, Vătaf de hotar, etc.). |
| Vistier     | Du latin vestiarius, une personne responsable de la garde-robe                                          | Un titre de trésorier. |
| Voievod     | Du slave Voïvode                                                                                        | Prince régnant, commandant en chef de l'armée, titre donnée aux dirigeants de Valachie et de Moldavie. |
| Vodă        | Diminutive du voievod                                                                                   | Titre des dirigeants de Valachie et de Moldavie. "X-vodă..." = "Prince X..." |
| Vornic      | Voir le terme slave de nádvorník                                                                        | Officiel chargée de la justice et des affaires internes. |

## Ère phanariote (1711/1716 — 1821)
| Nom du rang                    | Étymologie                                            | Description |
| ------------------------------ | ----------------------------------------------------- | --- |
| Aga                            | Du turc ağa, commandant militaire.                    | Chef d'un service chargé de faire appliquer la loi (agie).                                                                  |
| Alaiceauș                      | Du turc alay et çavuş                                 | Maître des cérémonies. |
| Beizadea                       | Du turc beyzade                                       | Fils d'un hospodar durant la période phanariote.                                                                            |
| Binișliu                       | Du turc binişli                                       | Serveur à la cour. |
| Buhurdargiu                    | Du turc buhurdur                                      | Personne responsable des épices à la cour.                                                                                  |
| Cafegiu                        | Du turc kahveci                                       | Personne servant le café à la cour.                                                                                         |
| Caftangiu                      | De caftan, manteau d'origine turque                   | Personne qui met le manteau boyarial sur le dos des nouveaux boyards nommés.                                                |
| Calemgiu                       | Du turc kalemcı                                       | Greffier. |
| Capuchehaie                    | Du turc kapikâhaya                                    | Diplomate représentant les dirigeants valaques et moldaves à la cour ottomane.                                              |
| Capugiu                        | Du turc kapucu                                        | Garde du Sultan et exécuteur d'ordres secrets, comme la destitution ou l'assassinat des princes de Valachie et de Moldavie. |
| Caraghios                      | Du turc karagöz                                       | Bouffon de la cour. |
| Cavas-bașa                     | Du turc kavas et baş                                  | Serviteur à la cour, qui gardait la porte du prince.                                                                        |
| Ceauș                          | Du turc çavuş                                         | Messager ou portier. |
| Chehaia                        | Du turc kehaya                                        | Représentant du Domnitor à la cour ottomane.                                                                                |
| Ciohodar                       | Du turc çuhadar                                       | Personne responsable des chausses du dirigeant.                                                                             |
| Ciubucciu                      | Du turc çubukçu                                       | Personnes responsable des pipes (çubuk) du dirigeant.                                                                       |
| Divan Efendi                   | D'origine turque                                      | Greffier ottoman qui travaillait comme traducteur à la cour, utilisé également comme espion.                                |
| Divictar                       | Du turc divitdar                                      | Greffier à la cour chargé de l'approvisionnement en encre et en papier.                                                     |
| Dragoman                       | Du grec dragomános                                    | Interprète, traducteur. |
| Gealat                         | Du turc cellât                                        | Bourreau. |
| Geamgirgiu                     | D'origine turque                                      | Serviteur responsable des draps du prince.                                                                                  |
| Gus-bașa                       | D'origine turque                                      | Serviteur responsable des livres.                                                                                           |
| Ibrictar                       | D'origine turque                                      | Serviteur responsable de la bouilloire pour laver les mains du prince.                                                      |
| Iciolan                        | Du turc içoğlan                                       | Garçon serviteur. |
| Idicliu                        | D'origine turque                                      | Serviteur responsable des chevaux.                                                                                          |
| Isbașa                         | D'origine turque                                      | Greffier responsable des pétitions à la cour.                                                                               |
| Iuzbașa                        | Du turc yüz, cent (100)                               | Commandant d'un groupe de cent soldats, qui protégeaient la cour.                                                           |
| Lipcan                         | Du turc lipkan                                        | Courrier officiel entre la Sublime Porte et les cours valaque et moldave.                                                   |
| Mabeemgiu                      | D'origine turque                                      | Serviteur responsable des mabeem, chambres dédiées aux dregători.                                                           |
| Mazil                          | Du turc mazul ou du russe mazil, propriétaire terrien | Boyard de l'aristocratie terrienne, n'ayant pas de fonction publique.                                                       |
| Mehmendar                      | Du turc mihmandar                                     | Un boyard accompagnant le dirigeant, s'occupant de l'hébergement.                                                           |
| Meteregiu                      | D'origine turque                                      | Serviteur responsable de la bassine servant à la toilette du prince.                                                        |
| Mucurdar, Muhurdar, Muhardagiu | Du turc mühürdar                                      | Personne responsable des sceaux de la cour.                                                                                 |
| Mumbașir                       | Du turc mübaşir                                       | Percepteur d'impôt. |
| Nerghelegiu                    | Du turc nargileci                                     | Serviteur responsable des narguilés du prince.                                                                              |
| Nazâr                          | Du turc nāzır                                         | Gouverneur d'une cité turque, telle que les forteresses turques sur le Danube.                                              |
| Paia                           | Du turc pāye                                          | Boyard sans fonction publique.                                                                                              |
| Pehlivan                       | Du turc pehlivan                                      | Acrobate à la cour. |
| Peschirigi-bașa                | D'origine turque                                      | Serviteur chargé de fournir au prince des serviettes afin de se sécher.                                                     |
| Rahtivan                       | D'origine turque                                      | Serviteur responsable des harnais de chevaux du prince.                                                                     |
| Serdar                         | Du turc sardar, finalement du persan                  | Commandant d'une armée. |
| Ṣeitar                         | D'origine turque                                      | Bouffon à la cour. |

## Voir également
- Voïvodes et hospodars moldaves
- Voïvodes et princes transylvains
- Voïvodes et hospodars valaques
- Monarques roumains
- Liste des familles de la noblesse roumaine